# Diocèse de Saint-Louis du Sénégal
Le diocèse de Saint-Louis du Sénégal (en latin : dioecesis Sancti Ludovici Senegalensis) est une église particulière de l'Église catholique au Sénégal. Il est un des six diocèses suffragants de l'archidiocèse métropolitain de Dakar.

## Territoire
Le diocèse de Saint-Louis du Sénégal couvre les trois régions de Saint-Louis, Matam et Louga. Son siège est la cathédrale Saint-Louis.

## Histoire

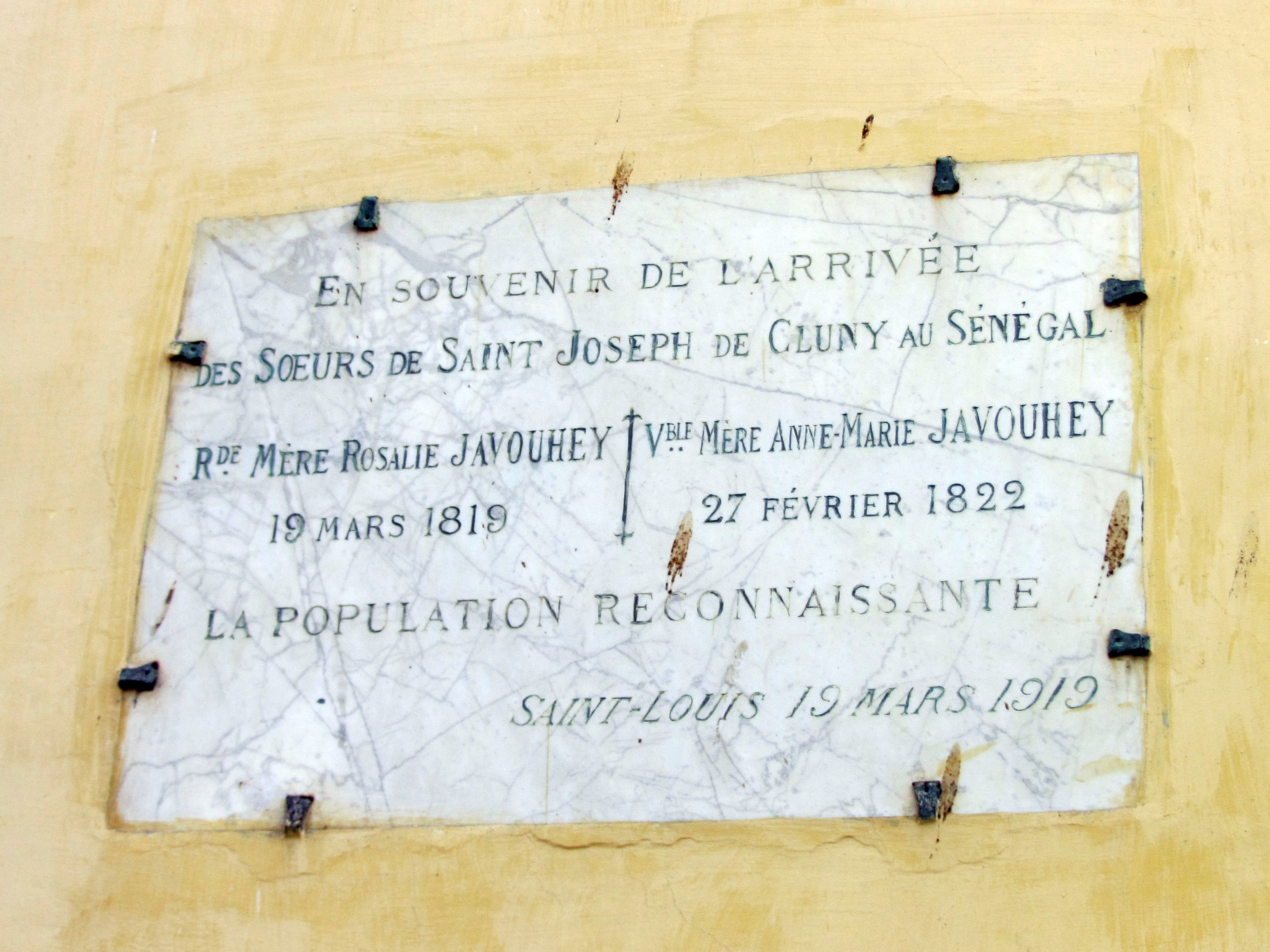
Plaque en souvenir de l'arrivée des Sœurs de Saint-Joseph de Cluny au Sénégal en 1819, cathédrale Saint-Louis de Saint-Louis-du-Sénégal.

La préfecture apostolique du Sénégal est érigée en 1763 par démembrement du Diocèse de Funchal.
Par la lettre apostolique Noster Africae du 6 mars 1931, le pape Pie XI érige la mission sui iuris de Gambie. La préfecture apostolique du Sénégal lui cède une portion de son territoire.
Par la constitution apostolique Non semel Apostolica Sedes du 27 janvier 1936, Pie XI change son nom en préfecture apostolique de Saint-Louis du Sénégal.
Par la constitution apostolique Peramplum territorium du 18 décembre 1965, le pape Paul VI érige le diocèse de Nouakchott. La préfecture apostolique lui cède une portion de son territoire.
Par la constitution apostolique Christi Ecclesia du 15 février 1966, le pape Paul VI élève la préfecture apostolique au rang de diocèse.
Par la constitution apostolique Universae Christianorum du 13 août 1970, Paul VI érige la préfecture apostolique de Tambacounda. Le diocèse de Saint-Louis lui cède une portion de son territoire.